# Ulla Weigerstorfer
Ulrike Weigerstorfer (* 16. August 1967 in Bad Aussee, Steiermark) gewann 1987 als zweite Österreicherin nach Eva Rueber-Staier (1969) die Miss-World-Wahl in London. Sie war vom 2. Dezember 2013 bis zum 8. November 2017 Abgeordnete zum Nationalrat für das Team Stronach.

## Leben
Nach ihrem Erfolg am 12. November 1987 in der Royal Albert Hall in London folgten zahlreiche Fernseh-, Radio- und Theaterauftritte als Moderatorin und Schauspielerin: Quintett komplett (Fernsehfilm 1998), Tohuwabohu (Fernsehserie 1994), Kaisermühlen-Blues (Fernsehserie 1992) und eine Bilderserie im US-amerikanischen Männermagazin Playboy (April 1988). Ulla Weigerstorfer absolvierte auch eine Sprecherausbildung und war unter anderem sieben Jahre lang Moderatorin einer Sportsendung im Radio. Von 1988 bis 1995 war Weigerstorfer mit dem 2008 verstorbenen österreichischen Tennisspieler Horst Skoff liiert.
Weigerstorfer war von 2003 bis 2009 Director of Communication & PR von Magna Racino, einem Freizeitzentrum mit Pferde-Rennbahn in Ebreichsdorf (Niederösterreich) von Frank Stronachs Magna Entertainment Corporation. Weiters hatte sie einen Sitz im World-Wide-Fund-For-Nature-Stiftungsrat und war Miteigentümerin der österreichischen Imbiss-Kette „Schnitzlplatz'l“, über die am 2. Mai 2008 der Konkurs verhängt wurde. Weigerstorfer betreibt eine Agentur für Kommunikationsmanagement und Consulting in Wien. Mit ihrem Lebenspartner Marcus Markowitsch hat Ulla Weigerstorfer ein Kind.
Bei der Nationalratswahl 2013 kandidierte Weigerstorfer für das Team Stronach. Nach dem Rücktritt von Monika Lindner am 27. November 2013 übernahm sie als Nachrückerin deren Nationalratsabgeordnetenmandat. Sie war bis zum 8. August 2017 im Nationalrat.

## Schriften
- Tips und Tricks für Ihre Schönheit. Die Ex-Miss World verrät ihr Geheimnis, Ueberreuter (1998); ISBN 3-8000-3573-1
- Im Reich der Düfte. Ätherische Öle und ihre Wirkung, Ueberreuter (2000); ISBN 3-8000-3594-4